# Левобережный массив (Киев)

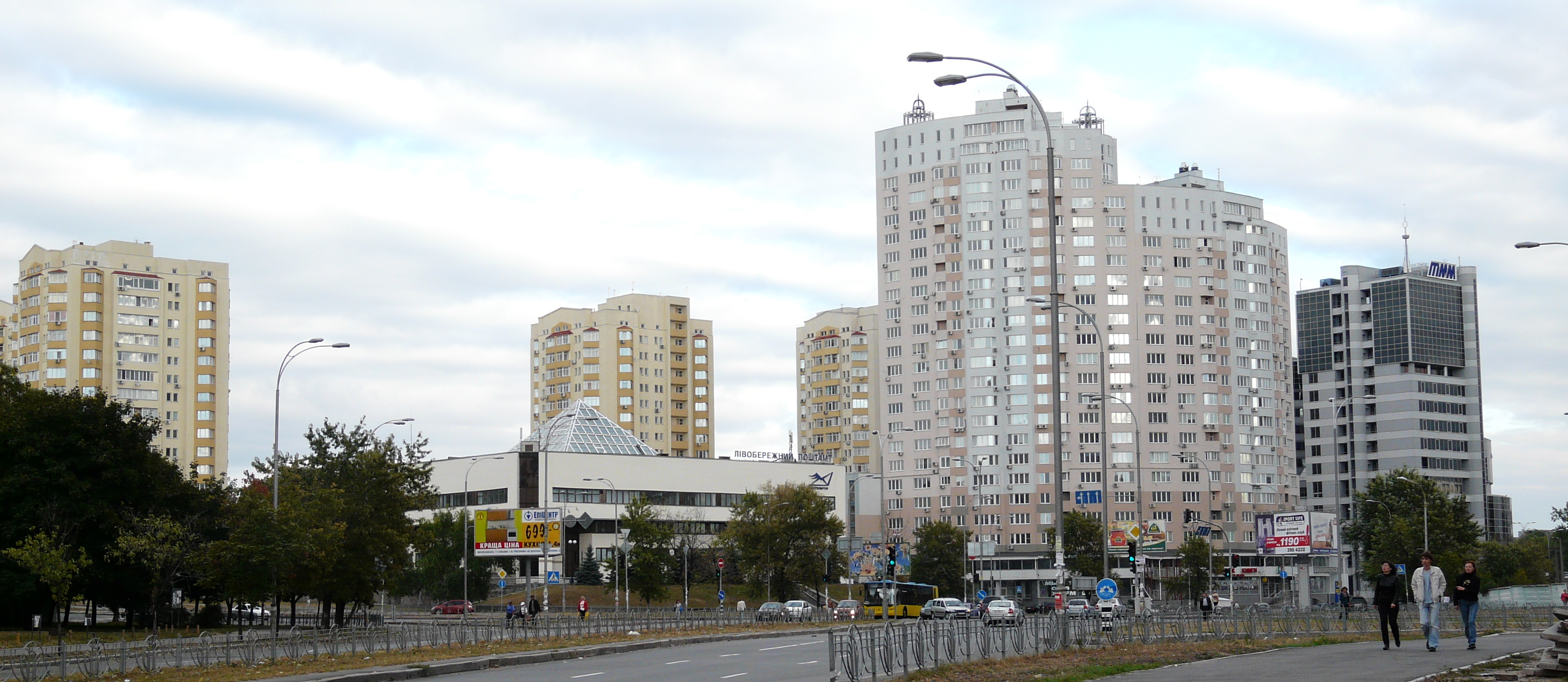
Высотные жилые дома у станции метро «Левобережная»

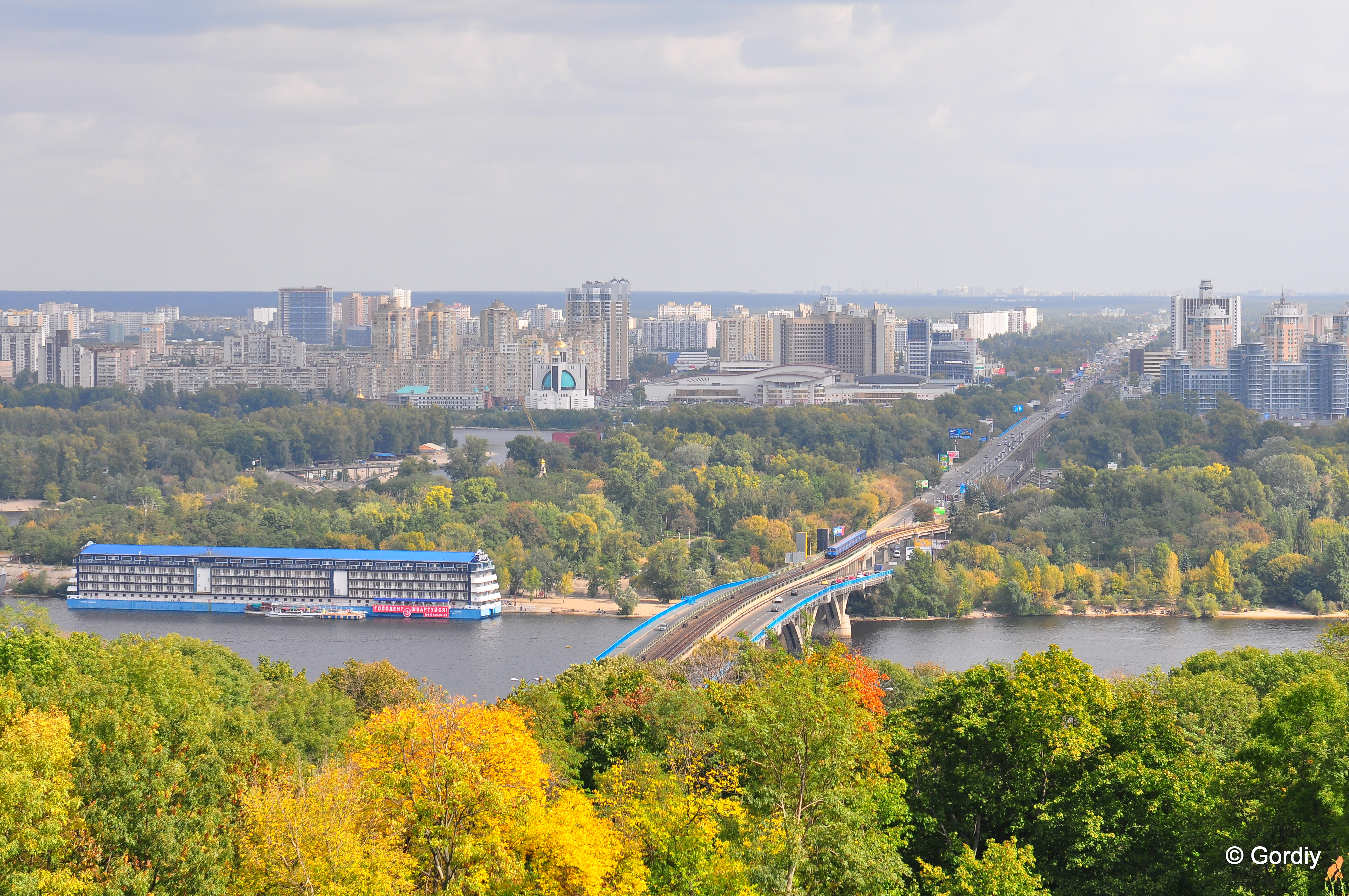
Вид на Левобережный массив с правого берега Днепра

Левобере́жный масси́в (укр. Лівобережний масив) — жилой массив в Киеве (Украина). Массив был сооружен в 1960-х—1970-х годах на большей части территории снесённой Никольской слободки. Массив разделен пополам наземной трассой Святошинско-Броварской линии метрополитена. С правобережьем связан мостом метро. Основные улицы — Раисы Окипной и Митрополита Андрея Шептицкого. Южнее Левобережного расположены Русановка и Березняки. Левобережный массив отличается от соседних массивов наличием студии «Укртелефильм», станцией метро «Левобережная» и гостиницей «Турист», которая является доминантой этого района. Возле метро находится Международный выставочный центр (Киев).